# Juferevellinae
Juferevellinae es una subfamilia de foraminíferos bentónicos de la Familia Paratikhinellidae, de la superfamilia Moravamminoidea, del suborden Fusulinina y del orden Fusulinida. Su rango cronoestratigráfico abarca el Frasniense superior (Devónico medio).

## Clasificación
Juferevellinae incluye al siguiente género:
- Juferevella †, también considerado en subfamilia Paratikhinellinae